# 초읍동
초읍동(草邑洞)은 부산광역시 부산진구의 법정동이자 행정동이다.

## 역사
1909년에 상수도 수원지가 건립되었다.
성지동(聖池洞)이 1942년에 형성되어 1963년 초읍동으로 바뀔 때까지 이 지역의 행정동 이름이었다.

## 학교
- 초등학교 : 초읍초등학교, 부산연학초등학교 총2개소
- 중학교 : 초읍중학교, 초연중학교 총2개소
- 고등학교 : 부산진고등학교 총1개소

## 도서관
- 도서관 : 부산광역시립시민도서관

## 주요 시설
- 부산 성지곡 수원지
- 어린이대공원 (부산)
- 부산자유회관(구 반공전시관)
- 부산광역시학생교육문화회관
- 부산 항일 학생의거 기념탑

## 같이 보기
- 초나라 항우#유교에 인의를 더 지킨 인물
- 촉나라 조조의 서주 침공#현덕이라 불리기 시작하는 유비
- 파촉 지방(사천성) 청두시#중국 국민당의 최후 거점
- 연지동 (부산)
- 개경
- 월드컵대로 (부산)